# کارلتون-سور-مر
کارلتون-سور-مر (به فرانسوی: Carleton-sur-Mer) شهرکی در منطقه شهری آوینیون ناحیه گاسپزی-ایل-دو-لا-مادلن در استان کبک کانادا است. در سرشماری سال ۲۰۱۱ این شهرک ۳٬۹۹۳ نفر جمعیت داشته‌است و مساحت آن ۲۱۴٫۷۸ کیلومتر مربع است.